# Stour Provost
Stour Provost est une paroisse civile et un village du Dorset, en Angleterre.